# Scottie Wilbekin
Scottie Jordan Wilbekin (Gainesville (Flórida), 5 de abril de 1993) é um basquetebolista profissional estadunidense que atualmente defende o Fenerbahçe que disputa a BSL (Turquia) e EuroLiga. O atleta mede 1,88m, pesa 80 kg e joga na posição armador.
Com intenção de defender a seleção turca, Wilbekin solicitou a cidadania turca.

## Basquetebol universitário
Após terminar seus estudos no ensino médio na escola The Rock School em sua cidade natal, Wilbekin aceitou uma bolsa de estudos por méritos desportivos para estudar na  Universidade da Flórida em Gainesville, onde foi treinado pelo técnico Billy Donovan entre os anos de 2010 a 2014 no Florida Gators. Durante a sua temporada de veterano em 2013-14, ele liderou sua equipe ao título da temporada regular na Southeastern Conference (SEC) e ao título da SEC Tournament, culminando na sua eleiççao como jogador do ano por sua conferência. De quebra a The Sporting News o selecionou ao terceiro quinteto All-American. A temporada de Wilbekin culminou na classificação dos Gators ao Final Four da NCAA de 2014, onde infelizmente foram vencidos nas semifinais por UConn Huskies.

## Carreira profissional

### Cairns Taipans (2014–2015)
Após não ter sido escolhido no Draft da NBA de 2014, Wilbekin participou da Orlando Summer League pelos Memphis Grizzlies e pelos Philadelphia 76ers na Las Vegas Summer League. Em 22 de agosto de 2014 ele assinou com a equipe australiana do Cairns Taipans para a temporada 2014-15 da NBL. Já em 14 de outubro após anotar 23 pontos contra o Adelaide 36ers e 27 pontos contra Melbourne United , foi escolhido como o jogador da primeira semana. Em 06 de novembro de 2014, após uma série invicta de 6 jogos, Wilbekin foi eleito o jogador do mês.
Em 16 de fevereiro de 2015, na noite de premiação anual dos Taipans, Wilbekin foi nomeado Jogador Defensivo do Ano e Jogador Mais Valioso do clube Ele e os Taipans derrotaram o New Zealand Breakers no jogo final da temporada regular em 22 de fevereiro para terminar no topo da escada pela primeira vez na história do clube com um recorde de vitórias / derrotas de 21–7. Ele foi posteriormente nomeado Jogador da Semana para a 20ª Rodada depois de marcar 18 de seus 25 pontos na segunda metade da vitória dos Taipans por 81-77 sobre o Breakers, que os ajudou a garantir a primeira estreia menor do clube. Depois de vencer os Perth Wildcats nas semifinais, os Taipans enfrentaram os Breakers na série final, perdendo a série por 2–0 após um chute vitorioso de Ekene Ibekwe no Jogo 2. Wilbekin apareceu em todos os 32 jogos para os Taipans e teve uma média de 15,2 pontos, 3,7 rebotes, 4,3 assistências e 1,1 roubos de bola por jogo.

### AEK (2015)
Em 12 de março de 2015, Wilbekin assinou com os gregos do AEK Atenas para o restante da temporada 2014-15 da liga grega. Em nove jogos com a equipe ateniense, obteve médias de 8 pontos, 2,3 rebotes e 3,9 assistências por jogo.

### Philadelphia 76ers (2015)
Em 30 de junho de 2015, Wilbekin integrou a equipe do Orlando Magic na Orlando Summer League. Em 3 de julho de 2015 surgiu novo contrato, o qual ele assinou com os Taipans para a temporada 2015-16. No entanto mais tarde, após jogar na Las Vegas Summer League pelo Philadelphia 76ers, Wilbekin optou por desfazer o acordo com os Taipans e ingressar na NBA. Em 24 de julho de 2015 ele assinou contrato com quatro anos de duração com os sixers. Infelizmente após jogar cinco partidas de pré-temporada, ele foi dispensado pelo clube.

### Darüşşafaka (2015–2018)
Em 31 de outubro de 2015, Wilbekin desembarca na Turquia para assinar com Darüşşafaka Doğuş para a temporada 2015–16 com a opção de estender por mais uma temporada.
Em 28 de março de 2017, Wilbekin assina prorrogação de dois anos em seu contrato com o Darüşşafaka. Em sua segunda temporada jogando pelo Daçka, Wilbekin ajudou a equipe a disputar os playoffs da temporada 2016-17 da EuroLiga onde foram eliminados pelo Real Madrid nas quartas de finais.
Em 1 de janeiro de 2018, Wilbekin foi escolhido como MVP da temporada regular da EuroCopa. Em 23 de março de 2018, Wilbekin registrou sua maior pontuação em sua carreira até então, anotando 41 pontos sendo 10 arremessos de 3 pontos em 15 tentativas, que é foi o recorde em competições da Euroleague Basketball, dessa forma venceram o FC Bayern de Munique e adquirindo uma vaga nas finais, onde conquistaram o maior título da história do Darüşşafaka.

### Maccabi Tel Aviv (2018–presente)
Em 10 de julho de 2018, Wilbekin assinou com o Maccabi Tel Aviv contrato com dois anos de duração. Em 18 de outubro de 2018 em jogo válido pela Euroliga, Wilbekin marcou 28 pontos em jogos contra o Budućnost. Dois dias depois foi escolhido como Co-MVP juntamente com  Rodrigue Beaubois da terceira rodada. Em 20 de janeiro de 2019, Wilbekin registrou o recorde da temporada de 36 pontos, acertando 7 de 15 em uma faixa de 3 pontos, junto com quatro assistências e três roubos de bola na derrota por 94-104 na prorrogação para o Hapoel Tel Aviv. No quarto período daquele jogo, Wilbekin marcou um recorde da Liga israelense de 25 pontos em um único quarto. Em 7 de fevereiro de 2019, Wilbekin registrou 17 pontos, incluindo o arremesso vencedor com 4,4 segundos restantes em uma vitória de 65-64 sobre o Olympiacos.
Em 27 de outubro de 2019, Wilbekin registrou 26 pontos, enquanto atirava 6 de 7 na faixa de três pontos, incluindo 13 pontos em 70 segundos durante o terceiro quarto, enquanto liderava o Maccabi na vitória por 89-73 sobre o Hapoel Jerusalém. Dois dias depois, ele foi nomeado MVP da quarta rodada da Liga israelense. Em 23 de dezembro de 2019, Wilbekin registrou o recorde da temporada de 35 pontos, junto com nove assistências e cinco rebotes em uma vitória dupla na prorrogação por 112-110 sobre o Hapoel Gilboa Galil.
Em 29 de janeiro de 2020, Wilbekin assinou uma extensão de contrato de três anos com o Maccabi.

## Seleção turca
Em 18 de junho de 2018, Wilbekin obteve um passaporte turco. Ele foi posteriormente nomeado um membro da equipe nacional turca, para os jogos de qualificação da Copa do Mundo de Basquete da Fiba de 2019. Ele fez sua estreia com a Turquia em 28 de junho de 2018, marcando 13 pontos em uma vitória sobre a Ucrânia. Em 2019, Wilbekin foi membro da equipe nacional masculina de basquete da Turquia para a Copa do Mundo de Basquete FIBA 2019. Ele jogou quatro jogos no torneio, com média de 10,3 pontos, 6,5 assistências e 2,8 rebotes, liderando a Turquia em assistências por jogo. Suas participações, incluindo um jogo de 9 pontos e 13 assistências contra Montenegro na vitória das equipes na rodada de classificação por 77-74. A Turquia terminou o torneio em 22º lugar no geral, após derrotas na primeira fase para os Estados Unidos e a Chéquia impediram seu progresso.